# Anne-Birgitte Fonsmark
Anne-Birgitte Fonsmark (1950) Historiadora de l'art danesa i directora del Museu Ordrupgaard (Copenhaguen) des de 1995. Anne-Birgitte Fonsmark s'ha centrat particularment en el Gauguin impressionista i va ser, juntament amb Richard R. Bretel, comissària de l'exposició Gauguin and Impressionism  i autora del llibre sobre Gauguin publicat per la Universitat Yale amb motiu de l'exposició. Anne-Birgitte Fonsmark ha comissariat diverses exposicions, dedicades sobretot a l'art francès del segle xix, i és a més estudiosa del pintor danès Vilhelm Hammershøi. Anne-Birgitte Fonsmark ha estat organitzadora de les exposicions de Vilhelm Hammershøi a l'Ordrupgaard, al Musée d'Orsay de París i al Museu Guggenheim de Nova York els anys 1997 i 1998.